# جيف هاموند (صحفي)
جيف هاموند (بالإنجليزية: Jeff Hammond)‏ هو صحفي أمريكي، ولد في 9 سبتمبر 1956 في تشارلوت في الولايات المتحدة.